# Óscar Arias
Óscar Arias Sánchez (Heredia 13. rujna 1940.) kostarikanski političar i predsjednik države u dva mandata od 1986. do 1990. i od 2006. do 2010. Dobitnik je Nobelove nagrade za mir 1987. godine zbog svojih napora da se okončaju građanski ratovi u nekoliko zemalja Srednje Amerike.
Dobitnik je i nagrade Albert Schweitzer za humanost i povjerenik Ekonomista za mir i sigurnost. Godine 2003, bio je izabran u upravni odbor Međunarodnog kaznenog suda Fonda za žrtve. Trenutno je član Club de Madrid, neprofitne organizacije koja se sastoji od 81 bivšeg čelnika demokratskih država, koja radi na jačanju demokratskih institucija.
Rođen je u obitelji srednje klase u pokrajini Heredia. Školovanje je započeo u glavnom gradu San Joseu, zatim je otišao u SAD s namjerom da studira medicinu, ali ubrzo se vratio u domovinu i završio pravo i ekonomiju. Godine 1967. putuje u Ujedinjeno Kraljevstvo gdje je doktorirao političke znanosti na Sveučilištu u Essexu 1974., dobitnik je više od pedeset počasnih titula na raznim sveučilištima.

## Vanjske poveznice
- Razgovor za Guernica magazine  Arhivirana inačica izvorne stranice od 18. veljače 2012. (Wayback Machine)
- Službena biografija  Arhivirana inačica izvorne stranice od 19. ožujka 2009. (Wayback Machine) (šp.)